# Розов Григорій Михайлович
Григорій Михайлович Розов (1808, можливо, Новгород — 4 лютого 1853, Санкт-Петербург) — російський сходознавець першої половини XIX століття, фахівець з маньчжурської, китайської і монгольської мов, середньовічної історії Китаю і суміжних держав. Після смерті його спадщина виявилася незатребуваною і практично забутою, його внесок у розвиток російської та світової науки був оцінений в кінці XX століття після опублікування виконаного ним перекладу «Історії Цзінь».

## Біографія
Раннє його життя майже невідоме. Походив з духовного стану Новгородської губернії, місце його народження точно невідомо. У 21 роки від народження закінчив Новгородську духовну семінарію, і дав згоду вступити в Пекінську духовну місію на посаду псаломщика (офіційно був зарахований на цю посаду 26 грудня 1829). Причиною, мабуть, було важке матеріальне становище. Отримавши 250 рублів підйомних від начальства семінарії, Григорій Розов відправився в Петербург де комплектувався складу XI Духовної місії, і для вивчення китайської мови був приставлений до перекладача Азіатського департаменту — Іакінфа (Бічуріна).
Місія вирушила в Пекін через Сибір і Монголію. В Кяхті місіонери опинилися в кінці літа. Влада Китаю тоді надавала російським місіонерам всіляке сприяння, а глава місії — архімандрит Веніамін (Морачевич) — був зарахований у Пекіні викладачем казенного училища російської мови. Наприкінці червня 1831 місія влаштувалася у столиці Китаю. Важкий клімат і побутова невлаштованість призвела до того, що через рік студент місії Курляндцев був відправлений до Росії, а Григорій Розов подав прохання про зарахування його студентом на звільнене місце. Однак рішення про це могли ухвалити тільки в Петербурзі, і лише 20 березня 1833 Григорій Михайлович Розов був виключений з духовного звання і був затверджений як студент; у майбутньому йому належало служити в Азіатському департаменті. Отримавши звання студента, він одночасно отримав премію у розмірі річного окладу, і міг самостійно купувати книги і наймати вчителів. У вересні 1833 року одержав нижчий цивільний чин колезького реєстратора.
Близько 1835 року визначається основний науковий інтерес Розова — маньчжурська мова. Мабуть, це сталося через те, що його вчителем був освічений фахівець на прізвище Се, що служив у державній комісії з складання історії правлячої династії. Під керівництвом Се Григорій Михайлович Розов став займатися перекладом маньчжурських історичних праць і одночасно зайнявся складанням російсько-маньчжурського словника і граматики. У 1836 році він зупинився на перекладі історії династії Айсін-Гурунь, китайською іменованої Цзінь. Хоча переклад здійснювався з маньчжурської мови, але Розов для контролю та правильного розуміння темних місць користувався і китайським текстом, два видання якого збереглися в його особистій бібліотеці.
Керівництво місії заохочувало наукові заняття Розова, оскільки наукові досягнення учасників місії враховувалися при оцінці успішності її результатів. 4 вересня 1836 Рада місії надала Григорію Михайловичу чин XII класу губернського секретаря. Черговий чин — колезького секретаря — Розов отримав 4 вересня 1839, ще до відправлення місії назад до Росії.
Після повернення в Кяхту влітку 1841 року, Розов познайомився з дочкою службовця митниці — Христиною Олександрівною Михайловою, і вирішив одружитися з нею, проте міг це зробити тільки з дозволу петербурзького начальства. Навесні 1842 учасники XI Пекінської місії прибули до Петербурга; 2 травня 1842 Розов був зарахований до Азіатського департаменту перекладачем з маньчжурської мови. Він був удостоєний довічної пенсії в 500 рублів на рік, чину титулярного радника і орденом святого Станіслава III ступеня.
У січні 1844 року Григорій Михайлович подав начальству Азіатського департаменту рапорт про бажання вступити в шлюб з Х. А. Михайловою і отримав згоду. Після одруження (у подружжя було троє дітей), Г. М. Розов здійснював переклад офіційних документів з маньчжурської мови, отримуючи в Азіатському департаменті платню 600 рублів на рік, не рахуючи нагородного пенсіону. Після смерті брата-священика, він виховував трьох його дочок — своїх племінниць.
За 15-річну бездоганну службу в 1848 році Г. М. Розов був нагороджений відзнакою, і був відряджений для викладання маньчжурської мови членам XIII Духовної місії. У грудні 1848 p за старанність у навчанні членів місії, Розов був премійований 600 рублями.
На початку 1850-х років різко погіршилося здоров'я вченого. Підірване ще в Пекіні, воно стало зовсім поганим від петербурзького клімату. 4 лютого 1853 Г. М. Розов помер у віці 45 років, начальство надало його вдові пенсію і визначило трьох дітей в казенні навчальні заклади.

## Наукова спадщина
Сформувавшись як науковець в Пекіні, Г. М. Розов приїхав до Петербурга в період підйому наукового китаєзнавства в Росії. Про коло інтересів вченого дозволяє судити його бібліотека маньчжурських і китайських книг, складена в Китаї. Після його смерті вона була придбана Азіатським департаментом, і пізніше надійшла до фонду Державної публічної бібліотеки. У складі бібліотеки були видання історичних праць, у тому числі Тунцзянь ганму (в 120 книжках-бенях), «Мін ши» в 111 бенях, рукопис рідкісного твору «Нарис останнього періоду Мінської династії» і тощо. Багато були представлені класичні китайські канони в різних виданнях, у тому числі з паралельним маньчжурським текстом, його також цікавили географічні праці і класичні китайські романи, у тому числі «Сон у червоному теремі» і еротичний «Цзінь пін мей». Найбільшу частину бібліотеки становили філологічні видання, у тому числі класичний словник «Кансі цзидянь» в 11 бенях, китайські підручники для початкового вивчення маньчжурської мови, маньчжури-китайські розмовники, 36-томний переклад зразкових китайських класиків на маньчжурський мову, трьохмовні маньчжурсько-китайсько монгольські словники, і багато іншого.
У Петербурзі пекінські заняття Г. М. Розова з перекладу китайської та маньчжурської класики не знайшли продовження, він не намагався публікувати вже підготовлені переклади, як це робив Іакінф Бічурін. Можливо це пояснювалося відсутністю можливості публікуватися за власний рахунок, оскільки історичні джерела азіатських народів були мало цікаві утвореної публіці XIX століття. Крім перекладів офіційної документації для Азіатського департаменту, Г. Розов готував аналітичні матеріали про хід «Опіумних воєн», хід підписання нерівноправних договорів західних держав, оцінкою китайських справ у західній пресі і т. д., Що забирало майже весь його час.
Сучасники порівнювали Г. Розова з Іакінфом, вперше про це писав синолог Авакум (Чесної), який знав обох:
«Історія династії Гінь або Цзінь (Золотий)», перекладена на російську мову Г. Рожевим, буде не менш і не гірше «Історії чотирьох ханів з роду Чінгісова», перекладеної о. Іакінфом.
Переклад «Історії Золотої імперії» був підготовлений до друку співробітниками Новосибірського наукового центру АН СРСР ще в кінці 1970-х років, але з різних причин так і не вийшов у світ. Нарешті, він був опублікований в 1998 році Інститутом археології та етнографії СО РАН з коментарями А. Г. Малявкіна. Для цього видання академік В. С. Мясников написав першу біографію Г. М. Розова, засновану на рідкісних архівних матеріалах.

### Видання праці Г.М.Розова
- История Золотой империи / Пер. Г. М. Розова, коммент. А. Г. Малявкина. — Новосибирск : Изд. Института института археологии и этнографии СО РАН, 1998. — 288 с. — ISBN 5-7803-0037-2.

### Дослідження
- Малявкин А. Г. Маньчжурский вариант хроники государства Аньчунь-Гурунь // Известия СО АН СССР. Серия общих наук. — 1977. — № 1, вып. 1.
- Мясников В. С. Русский маньчжуровед Г. М. Розов // История Золотой империи / Пер. Г. М. Розова, коммент. А. Г. Малявкина. — 1998. — С. 28—33.